# Wardomyces columbinus
Wardomyces columbinus är en svampart som först beskrevs av Demelius, och fick sitt nu gällande namn av Hennebert 1968. Wardomyces columbinus ingår i släktet Wardomyces och familjen Microascaceae.   Inga underarter finns listade i Catalogue of Life.